# شاهزاده عبدالله (پسر سلیمان یکم)
شاهزاده عبدالله، (تولد ۱۵۲۵ – درگذشته ؟) فرزند سلیمان قانونی و خرم سلطان بود. عبدالله بعد از سلیم متولد شد. وی سومین پسر سلیمان و خرم بود. او احتمالا پیش از تولد شاهزاده جهانگیر زمانی که کودک بود فوت شد و در  مسجد سلطان سلیم دفن شد.